# Дрімлюга маньчжурський
Дрімлюга маньчжурський (Caprimulgus jotaka) — вид дрімлюгоподібних птахів родини дрімлюгових (Caprimulgidae). Мешкає в Азії. Раніше вважалися конспецифічним з великими дрімлюгою.

## Опис
Довжина птаха становить 24-29 см, розмах крил 186—210 см, вага 77-92 г. Верхня частина тіла чорнувата, поцяткована коричневими та сірими плямками. Під дзьобом охристі «вуса», на горлі з боків білі плями. Нижня частина тіла смугаста. На крилах великі білі плями, крайні стернові пера на кінці білі. У самиць плями на крилах і хвості менші, охристі.

## Підвиди
Виділяють два підвиди:
- C. j. jotaka Temminck & Schlegel, 1845 — південно-східний Сибір, Японія, Корея і Маньчжурія;
- C. j. hazarae Whistler, 1935 — Гімалаї (від північно-східного Пакистану на схід до Північно-Східної Індії, Бангладеш і Юньнаню), М'янма, Індокитай і Малайський півострів.

## Поширення і екологія
Маньчжурські дрімлюги мешкають в Гімалаях, Південно-Східній і Північно-Східній Азії. Популяції Північно-Східної Азії взимку мігрує до Великих Зондських островів та на Філіппіни. Маньчжурські дрімлюги живуть у вічнозелених і хвойних лісах і рідколіссях, в садах, на полях і плантаціях. Зустрічаються на висоті від 600 до 2445 м над рівнем моря, місцями на висоті 3300 м над рівнем моря. Живляться комахами, яких ловлять в польоті. Сезон розмноження в Японії триває з кінця травня до початку серпня, в М'янмі з квітня по травень, в Гімалаях з березня по червень, у Південно-Східній Азії з березня по липень. В кладці від 1 до 2 кремово-білих яйця, поцяткованих темними плямами.